# Bultfonteinita
La bultfonteinita és un mineral de la classe dels silicats. Rep el seu nom de la seva localitat tipus, la mina Bultfontein, a la localitat de Kimberley, Sud-àfrica.

## Característiques
La bultfonteinita és un silicat de fórmula química Ca₂SiO₃(OH)F(H₂O). Cristal·litza en el sistema triclínic. La seva duresa a l'escala de Mohs és 4,5.
Segons la classificació de Nickel-Strunz, la bultfonteinita pertany a «09.AG: Estructures de nesosilicats (tetraedres aïllats) amb anions addicionals; cations en coordinació > [6] +- [6]» juntament amb els següents minerals: abswurmbachita, braunita, neltnerita, braunita-II, långbanita, malayaïta, titanita, vanadomalayaïta, natrotitanita, cerita-(Ce), cerita-(La), aluminocerita-(Ce), trimounsita-(Y), yftisita-(Y), sitinakita, kittatinnyita, natisita, paranatisita, törnebohmita-(Ce), törnebohmita-(La), kuliokita-(Y), chantalita, mozartita, vuagnatita, hatrurita, jasmundita, afwillita, zoltaiïta i tranquillityita.

## Formació i jaciments
Va ser descoberta a la mina Bultfontein, a la localitat de Kimberley, al districte de Francis Baard (Cap Septentrional, Sud-àfrica). També ha estat descrita en altres indrets de la mateixa Sud-àfrica, Botswana, els Estats Units, Rússia, Jordània, el Japó, Israel, el Canadà i Austràlia.